# Kleintierpraxis (Zeitschrift)
Die Kleintierpraxis ist eine deutsche tiermedizinische Fachzeitschrift aus dem Verlag M. & H. Schaper, die deutschsprachige Originalarbeiten mit Peer-Reviews aus dem Gebiet der Kleintiermedizin publiziert. Zudem wird monatlich ein Review veröffentlicht, der eine von der Akademie für tierärztliche Fortbildung anerkannte Weiterbildung ermöglicht. Der Impact Factor liegt bei 0,1. Die Kleintierpraxis ist Organ der Deutschen Gesellschaft für Kleintiermedizin (DGK-DVG) und der Fachgruppe Chirurgie der Deutschen Veterinärmedizinischen Gesellschaft. Die Schriftleitung haben die Professoren Barbara Kohn, Reto Neiger, Michael Fehr und Patrick R. Kirchner inne.